# Atletismo nos Jogos Paralímpicos de Verão de 2016 – Arremesso de disco feminino
A disputa de arremesso de disco feminino do atletismo nos Jogos Paralímpicos de Verão de 2016 ocorreu nos dias 9 a 17 de setembro no Estádio do Maracanã. Houve seis provas com diferentes critérios e premiações.

## Resultados
| Tipo | 1                    | 1     | 2                        | 2     | 3                        | 3     |
| ---- | -------------------- | ----- | ------------------------ | ----- | ------------------------ | ----- |
| F11  | CHN Liangmin Zhang   | 36.65 | CHN Hongxia Tang         | 35.01 | BRA Izabela Campos       | 32.60 |
| F38  | CHN Mi Na            | 37.60 | BRA Shirlene Coelho      | 33.91 | IRL Noelle Lenihan       | 31.71 |
| F41  | TUN Raoua Tlili      | 33.38 | IRL Niamh McCarthy       | 26.67 | TUN Fathia Amaimia       | 26.16 |
| F44  | CHN Juan Yao         | 44.53 | CHN Yue Yang             | 43.47 | CUB Noraivis de la Heras | 32.47 |
| F52  | USA Rachael Morrison | 13.09 | USA Cassie Mitchell      | 12.87 | UKR Zoia Ovsii           | 12.17 |
| F55  | CHN Dong Feixia      | 25.03 | GER Marianne Buggenhagen | 24.56 | LAT Diana Dadzite        | 22.66 |
| F57  | ALG Nassima Saifi    | 33.33 | IRL Orla Barry           | 30.06 | NGR Eucharia Iyiazi      | 27.54 |

## Medalhistas
País sede destacado
| Ordem | País               | Medalha de ouro | Medalha de prata | Medalha de bronze |    |
| ----- | ------------------ | --------------- | ---------------- | ----------------- | -- |
| 1     | CHN China          | 4               | 2                |                   | 6  |
| 2     | USA Estados Unidos | 1               | 1                |                   | 2  |
| 3     | TUN Tunísia        | 1               |                  | 1                 | 2  |
| 4     | ALG Argélia        | 1               |                  |                   | 1  |
| 5     | IRL Irlanda        |                 | 2                | 1                 | 3  |
| 6     | BRA Brasil         |                 | 1                | 1                 | 2  |
| 7     | GER Alemanha       |                 | 1                |                   | 1  |
| 8     | CUB Cuba           |                 |                  | 1                 | 1  |
| 8     | UKR Ucrânia        |                 |                  | 1                 | 1  |
| 8     | LAT Letônia        |                 |                  | 1                 | 1  |
| 8     | NGR Nigéria        |                 |                  | 1                 | 1  |
| TOTAL | TOTAL              | 7               | 7                | 7                 | 21 |

Legenda
| Recorde mundial      | Recorde mundial (World record)               |                       | Recorde africano                      | Recorde africano (African) |                                           | Q | Classificado por posição (Qualified) |
| Recorde paralímpico  | Recorde paralímpico (Paralympic record)      | Recorde da América    | Recorde da América (Americas)         | q                          | Classificado por melhor tempo (Qualified) |   |                                      |
| Melhor marca do ano  | Melhor marca do ano (World leading)          | Recorde asiático      | Recorde asiático (Asian)              | DNS                        | Não largou (Did not start)                |   |                                      |
| Recorde nacional     | Recorde nacional (National record)           | Recorde europeu       | Recorde europeu (European)            | DNF                        | Não terminou (Did not finish)             |   |                                      |
| Recorde pessoal      | Recorde pessoal do atleta (Personal best)    | Recorde da Oceania    | Recorde da Oceania (Oceania)          | DSQ / DQ                   | Desclassificado (Disqualified)            |   |                                      |
| Recorde da temporada | Recorde da temporada do atleta (Season best) | Recorde sul-americano | Recorde sul-americano (South America) | NM                         | Sem marca (No mark)                       |   |                                      |